# Eric Bobo

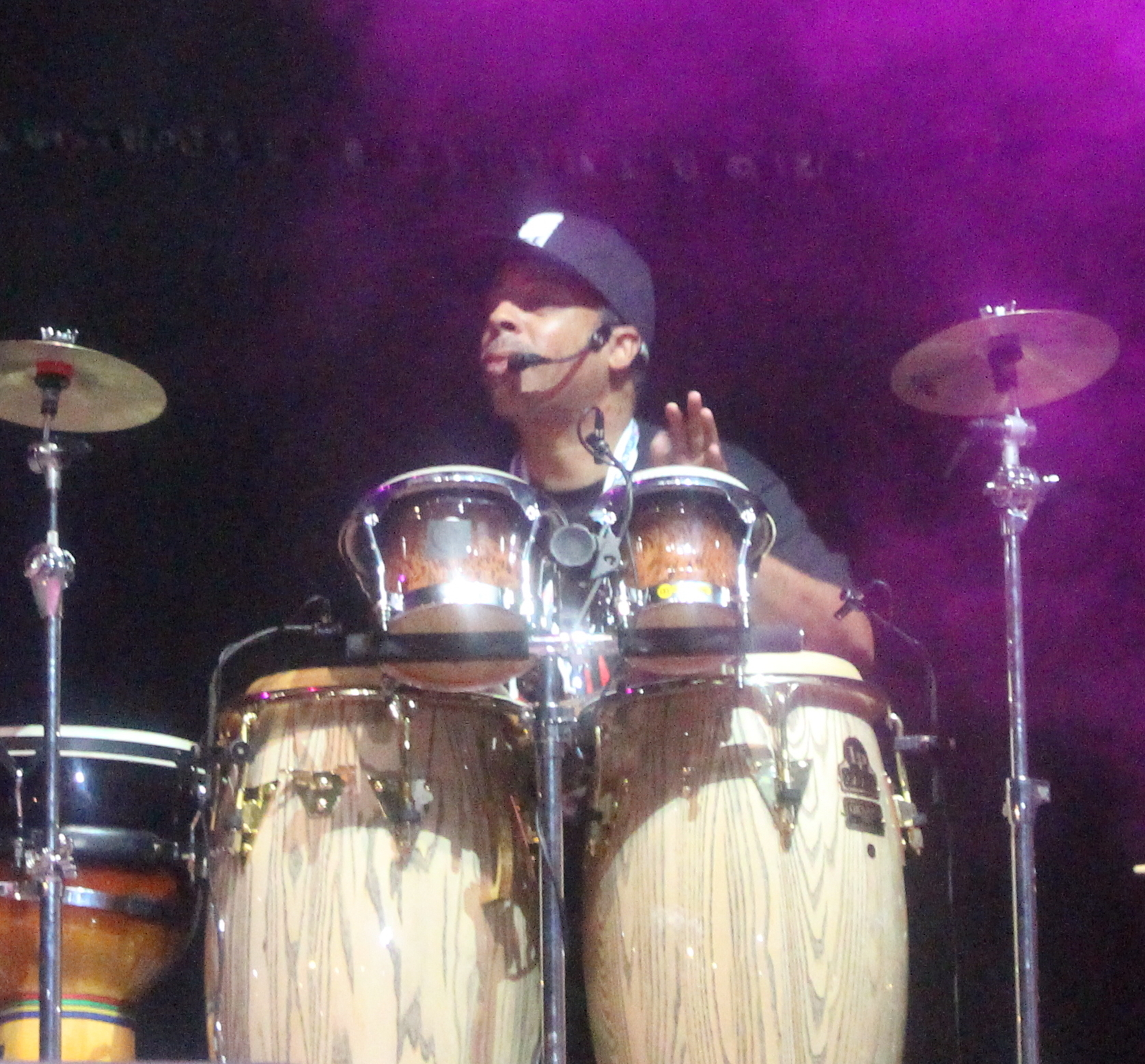
Eric Bobo am Nova Rock 2016

Eric „Bobo“ Correa (* 27. August 1968 in Queens, New York City) ist ein US-amerikanischer Percussionist lateinamerikanischer Abstammung.
Sein Vater war die Salsa-Legende Willie „Bobo“ Correa, dessen Beinamen Bobo er später als eigenen Künstlernamen annahm. Bevor er 1993 Bandmitglied bei Cypress Hill wurde, die er 1992 bei einer Tournee traf, spielte er bei den Beastie Boys (1992–96) und bei den Black Crowes. Mit den Beastie Boys nahm Eric Bobo 1994 das Album Ill Communication auf und wirkte darauf als Songwriter auch an mehreren Aufnahmen mit, beispielsweise an dem Instrumentaltrack Bobo on the Corner.
Im Jahr 2008 brachte er sein Soloalbum „Meeting of the Minds“ heraus.
Er spielt ein Schlagzeug von Tama mit Fellen von Remo.